# Fetischmagazin
Ein Fetischmagazin ist eine Zeitschrift, die sich mit dem sexuellen Fetischismus in seinen verschiedenen Ausprägungen befasst. Die Themen sind vorwiegend erotisch und weniger pornografisch. Stark vertreten sind die Bereiche Gummifetischismus, Bondage und BDSM.

## Auswahl an Zeitschriften
- AtomAge
- Bizarre
- Heavy Rubber
- Marquis
- «O»
- Skin Two